# Commando d'élite (film, 2009)
Pour les articles homonymes, voir Commando d'élite.
Pour plus de détails, voir Fiche technique et Distribution.
Commando d'élite (Command Performance), est un thriller d'action coécrit, réalisé et interprété par Dolph Lundgren.
Le film est sorti en France le 1er décembre 2009 directement en vidéo (DVD et Blu-ray) à la location.

## Synopsis
En août 1991, les militaires de l'ancien régime soviétique tentent de renverser le Président Mikhail Gorbachev. Le coup d'état échoue, et ses membres sont arrêtés, La Fédération Russe voit le jour.
Le Président russe Alexei Petrov (Hristo Shopov) se rend à Moscou à un concert de la pop star Venus (Melissa Smith) avec ses filles Anna (Ida Lundgren) et Yana (Robin Dobson).
Le concert tourne au carnage quand les hommes d'Oleg Kazov (Dave Legeno) prennent le public en otage. Oleg mène un combat personnel contre Petrov.
Joe (Dolph Lundgren), le batteur du groupe d'heavy metal "CMF", se retrouve malgré lui mêlé à cette affaire, il va tout tenter pour sauver les otages.

## Fiche technique
- Titre : Commando d'élite
- Titre original : Command Performance
- Réalisation : Dolph Lundgren
- Scénario : Steve Latshaw, Dolph Lundgren
- Musique : Adam Nordén
- Photographie : Marc Windon
- Production : Les Weldon, Danny Lerner
- Sociétés de production : Nu Image
- Pays d’origine :  États-Unis
- Langues : Anglais - Russe
- Société de distribution : Seven Sept
- Dates de sortie DVD/Blu-ray :
  -  États-Unis : 3 novembre 2009
  -  France : 1er décembre 2009
- Genre : Action et thriller
- Durée : 93 minutes

## Distribution
- Dolph Lundgren (VF : Mathieu Rivolier) : Joe
- Melissa Smith (VF : Fily Keita) : Venus
- Hristo Shopov (VF : Luc Boulad) :  le Président Petrov
- Dave Legeno (VF : Boris Rehlinger) : Oleg Kazov
- Clement von Franckenstein (VF : ) : l'ambassadeur Bradley
- James Chalke (VF : ) : Vladimir
- Zahary Baharov (VF : Pierre-François Pistorio) : Mikhail Kapista
- Ivaylo Geraskov (VF : ) : Leonid Gordov
- Shelly Varod (VF : Julie Turin) : Ali Connor
- Katarzyna Wolejnio (VF : Marie Gamory) : Major Pavlikova
- Harry Anichkin (VF : Benoit Allemane) : Général Voroshilov
- Ida Lundgren (VF : ) : Anna Petrov

## Autour du film
- Dans ce film, Dolph offre à sa fille Ida (12 ans lors du tournage) son premier rôle, celui de la fille du président Petrov.
- Le "teaser" tourné spécialement (quelques jours avant le tournage du film), a été inspiré à Dolph Lundgren par Jérémie Damoiseau, qui a également réalisé le site officiel du film[1].